# Mwene Muji
Mwene Muji was een koninkrijk rond het Mai-Ndombemeer in het Kongobekken, vermoedelijk zich uitstrekkend tot Idiofa in het zuiden. Het grensde onder andere aan het Koninkrijk Teke in het zuidwesten.
Mwene Muji domineerde de regio van de Beneden-Kasai en werd geregeerd door de BaNunu, die de titel Ntote droegen. Begin 17e eeuw begon Mwene Muji uiteen te vallen, waarbij het Koninkrijk Boma, het Koninkrijk Yaka en Bozanga zich afsplitsten. In de 19e eeuw raakte het koninkrijk verder in verval en werd overtroffen door het Koninkrijk Boma, net voor de overname door de Onafhankelijke Congostaat begin 20e eeuw. De status van Mwene Muji als "rijk" blijft onzeker en wacht op verder archeologisch onderzoek.
De eerste schriftelijke vermelding van Mwene Muji dateert uit 1591 en werd opgetekend door de Italiaanse ontdekkingsreiziger Filippo Pigafetta. De naam Monemugi werd echter ten onrechte toegepast op Unyamwezi, een gebied in het huidige Tanzania, nabij het Malawimeer.

## Geschiedenis
Mwene Muji werd gevormd kort na 1400, volgens traditionele orale genealogieën. Het breidde zich waarschijnlijk uit langs de rivieren Lukenie, Kasai, Kamtsha, Kwilu en Wamba, zonder diep het binnenland in te trekken.
Het zou een krachtige riviermarine hebben gehad en de handel in de regio hebben gedomineerd. Mwene Muji stond bekend om de productie en export van fijne linnen.
Op het hoogtepunt besloeg het koninkrijk een groot deel van het Beneden-Kasaibekken en mogelijk delen van de gebieden van de koninkrijken Kuba en Pende. De Jaga, die in de 16e eeuw het Koninkrijk Kongo binnenvielen, kwamen oorspronkelijk uit een provincie van Mwene Muji.
Begin 17e eeuw viel het rijk uiteen. Opvolgerstaten zoals het Koninkrijk Boma, het Koninkrijk Yaka en het Koninkrijk Bozanga scheidden zich af. Boma nam het noorden over, terwijl Yaka delen van het zuiden controleerden, wat de macht en invloed van Mwene Muji verzwakte.
Met de komst van de stoomschepen van de Onafhankelijke Congostaat verloor Mwene Muji zijn maritieme overheersing en daarmee zijn controle over de handel. In de jaren 1890 teisterden dodelijke epidemieën de regio, wat leidde tot een versnippering van de bevolking. Het Koninkrijk Boma werd hierna de dominante macht in het gebied.
In het begin van de 20e eeuw werd de regio door de Onafhankelijke Congostaat overgenomen. Toen Belgische onderzoekers de lokale tradities begonnen te documenteren, bleek de hoofdstad Mushie te zijn verworden tot een klein vissersdorp. De grootschalige claims van heerser Muba over een ooit keizerlijke status werden afgedaan als overdrijving.
De status van Mwene Muji als "rijk" blijft onzeker en wacht op verder archeologisch onderzoek.

## Orale traditie uit Boma
Mondelinge tradities uit Boma verschenen in 1926 beschrijven hoe het Bomavolk naar de regio migreerden om te ontsnappen aan hun leiders, die hen dwongen in de mijnen te werken.
Later keerden hun ouderen, de Ngeli, terug om hen te veroveren. De oorspronkelijke leiders stichters waren waarschijnlijk de Ntote van Mwene Muji. Door de Boma-koningen (Ngeliboma) te erkennen als ouderen van deze stichters, verkregen zij legitimiteit.

## Op Europese kaarten
In 1591 schreef Filippo Pigafetta over het 'rijk' Monemugi en plaatste het op zijn kaart in Oost-Afrika. Op sommige kaarten werd Monemugi afgebeeld als een enorm onbekend gebied dat zich uitstrekte tussen Kongo, Mutapa en Abessinië.
Een samenvatting van de Europese geografische kennis van Afrika, gepubliceerd in 1918, situeerde Monemugi in het huidige Malawi en speculeerde dat de inwoners de Nyamwezi of Maravi waren. Om deze reden werd de naam Monemugi ooit overwogen als mogelijke naam voor het moderne Malawi.
Koninkrijk Kongo ·
Koninkrijk Kakongo ·
Koninkrijk Soyo ·
Koninkrijk Loango ·
Sultanaat Utetera · 
Koninkrijk Yeke · 
Koninkrijk Boma · 
Mwene Muji · 
Lunda-rijk · 
Koninkrijk Kuba ·
Luba-rijk ·
Koninkrijk Kanyok ·
Koninkrijk Kalundwe ·
Koninkrijk Chokwe ·
Koninkrijk Teke ·
Koninkrijk Lele ·
Koninkrijk Suku ·
Koninkrijk Yaka ·
Koninkrijk Azende ·
Koninkrijk Mbunda ·
Koninkrijk Ngoyo ·
Koninkrijk Mbuun ·
Koninkrijk Bozanga ·
Koninkrijk Pende ·
Ngbandi staten ·
Nsapo-staten ·
Mongo-staten ·
Koninkrijk Vungu ·
Koninkrijk Ndongo ·
Geconfedereerde Staten van Mpemba ·
Zeven koninkrijken van Kongo dia Nlaza ·
Koninkrijk Mpemba Kasi ·
Koninkrijk Vunda ·
Koninkrijk Mbata ·
Koninkrijk Mpangala ·
Koninkrijk Nsundi ·
Koninkrijk Mpangu ·
Koninkrijk Kundi ·
Koninkrijk Okanga ·
Koninkrijk Kasanje